# روژدستونسکی (باشقیرستان)
روژدستونسکی (انگلیسی: Rozhdestvensky, Republic of Bashkortostan) یک شهرک در شهرستان اوفیمسکی استان باشقیرستان کشور روسیه است.